# Altes Rathaus (Mitterteich)

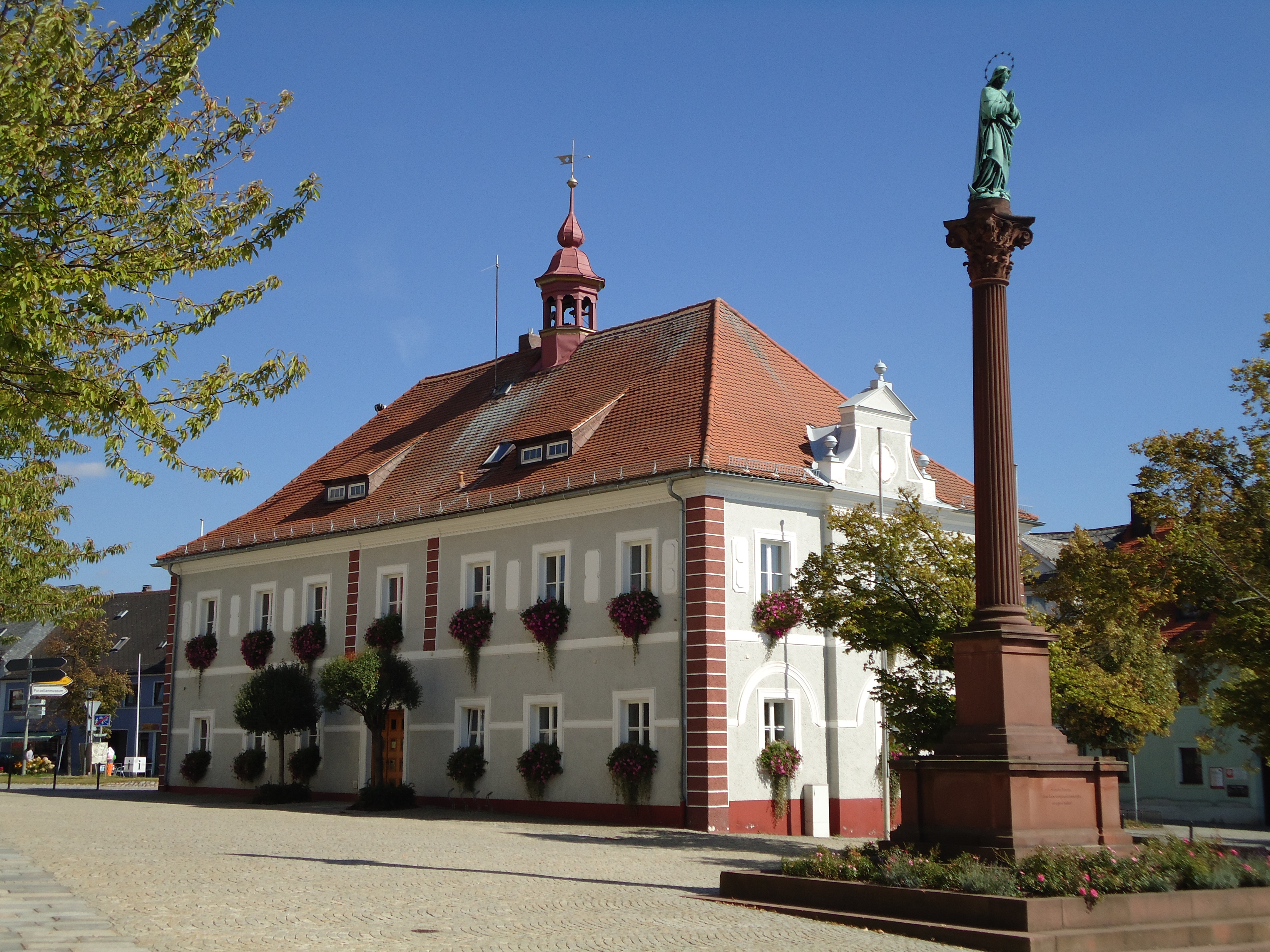
Altes Rathaus und Mariensäule in Mitterteich

Das Alte Rathaus in Mitterteich, einer Stadt im oberpfälzischen Landkreis Tirschenreuth in Bayern, wurde von 1731 bis 1734 errichtet. Das Rathaus am Kirchplatz 2 ist ein geschütztes Baudenkmal. 
Der zweigeschossige, verputzte Massivbau mit Walmdach hat eine Putzgliederung. An den Schmalseiten sind übergiebelte Risalite. Der offene Dachreiter mit Glocke wird von einer Haube mit Wetterfahne bekrönt.
Im Jahr 1909 wurde das Gebäude in Formen der Neurenaissance und des Neubarock erneuert.